# Clypeoniscus cantacuzenei
Clypeoniscus cantacuzenei är en kräftdjursart som beskrevs av M. Bourdon 1967. Clypeoniscus cantacuzenei ingår i släktet Clypeoniscus och familjen Cabiropidae. Inga underarter finns listade i Catalogue of Life.